# Nabas
Nabas é uma comuna francesa na região administrativa da Nova Aquitânia, no departamento dos Pirenéus Atlânticos. Estende-se por uma área de 6,39 km². Em 2010 a comuna tinha 102 habitantes (densidade: 16 hab./km²).